# Niels Stensen
Blahoslavený Niels Stensen (11. ledna(greg.) / 1. ledna(jul.) 1638, Kodaň - 5. prosince(greg.) / 25. listopadu(jul.) 1686, Schwerin), latinsky Nicolaus Steno či Stenonis, byl dánský přírodovědec, průkopník v oblasti anatomie, geologie a paleontologie, později katolický kněz a biskup. Je považován za jednoho z největších vědců své doby. Většinu života strávil mimo Dánsko, hlavně v Itálii, Německu a Nizozemsku, během svých cest poznal mnoho evropských vědců a filozofů.

## Životopis

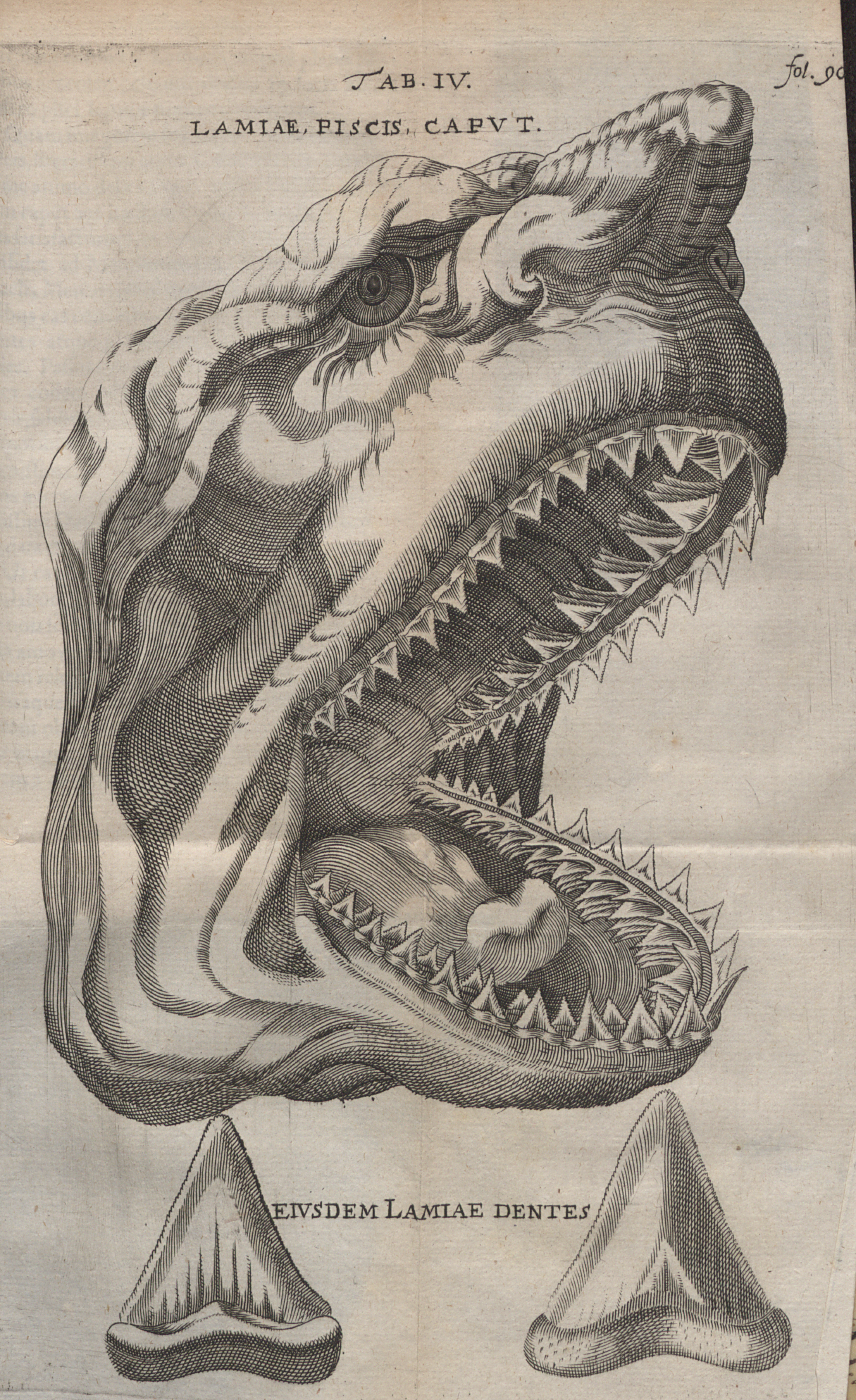
Zuby žraloka a jeho paleontologických předků. Elementorum myologiae specimen, 1669

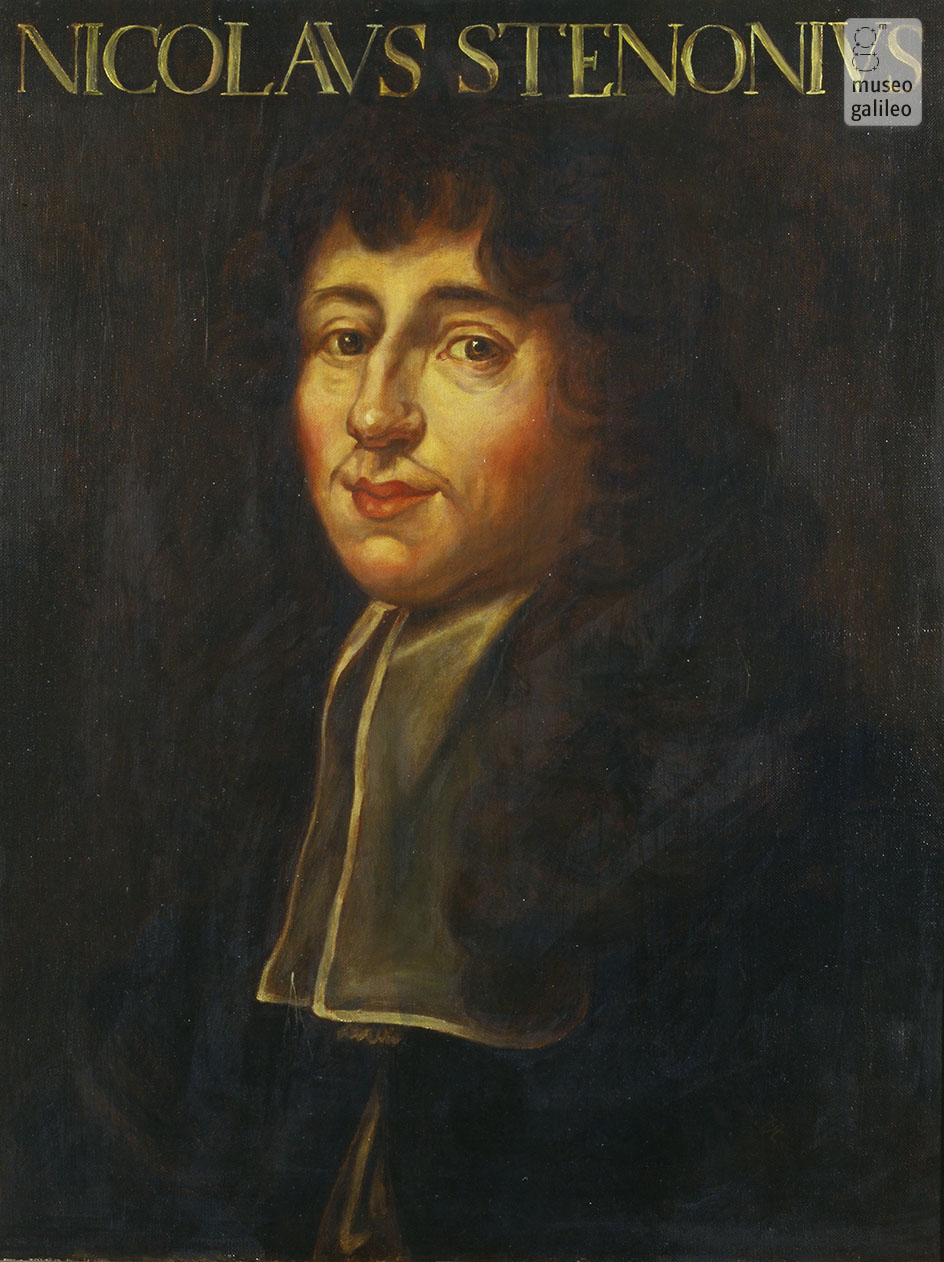
Niels Stensen (Florencie, kolem 1670)

Niels Stensen se narodil 11. ledna 1638 v Kodani jako syn Stena Pedersena, zlatníka pocházejícího z dnešního švédského regionu Skane, a Anny Nielsdatter, pocházející z dánského ostrova Fyn. Předkové jeho otce byli luteránští pastoři, ale Sten Pedersen se vyučil zlatníkem a odešel do Kodaně. Mnoho svých prací, z nichž některé se dochovaly dodnes, také dodal na dvůr dánského krále Kristiána IV. Kromě Nielse měli jeho rodiče dceru Annu, která se narodila v roce 1636. Jejich sídlo v kodaňské ulici Klareboderne bylo bohaté a prostorné, i když vzhledem k okolním sídlům místních aristokratů bylo menší.
Od tří do šesti let prodělal Niels Stensen těžkou nemoc. Ta způsobila, že místo hraní si s vrstevníky spíše poslouchal rozhovory dospělých, jejichž tématem bylo často náboženství. Z jeho deníků víme, že v otcově dílně dělal své první optické i chemické pokusy a vyráběl si i příslušná zařízení (mikroskop, optickou lavici). V roce 1644 zemřel Nielsův otec a o rok později si jeho matka vzala zlatníka jménem Peter Lesle. Ten však za další dva roky zemřel také. Stensenova matka si pak po roce vzala dalšího zlatníka Johanna Stichmanna. Od svých deseti let studoval na proslavené škole Vor Frue Skole, dnes Gefion Gymnasium), gymnáziu, kde získal humanitní, matematické a jazykové vzdělání. Mezi lety 1654 a 1655 řádil v Kodani mor, na nějž zemřelo asi 8 000 obyvatel Kodaně, mezi nimi i přes 200 žáků z Vor Frue Skole. Roku 1656 Stensen ukončil studium na gymnáziu zkouškou a začal studovat medicínu na Kodaňské univerzitě. Za dva roky však začali Švédové obléhat Kodaň, univerzita musela být zavřena a studenti byli povoláni na obranu města. Hned po vyhlášení míru roku 1660 se Stensen vydal na studijní cestu a většinu života strávil v cizině.
První zastávkou byl Rostock, brzy potom však Stensen pokračoval dále do Nizozemska. V březnu 1660 přijel do Amsterodamu, kde si pod profesorem Gerhardem Bläesem rozšířil své znalosti anatomie. Brzy učinil svůj první objev. Při pitvě ovčí hlavy objevil příušní vývod, který byl po něm pojmenován Stensenův vývod (latinsky: ductus Stenonianus). Bläes si však objev přivlastnil a Stensen po sporu s ním odešel na Leidenskou univerzitu. I nadále zkoumal žlázy v hlavě a výsledky poté publikoval ve vědecké práci Anatomická pozorování ústních žláz a nově objevených vývodů. Tuto práci obhájil na Leidenské univerzitě na začátku července 1661 a 6. prosince téhož roku dokončil další práci – rukopis Observationes Anatomicae (česky Anatomická pozorování).
Po smrti svého otčíma roku 1663 se musel vrátit do Kodaně, kde se marně ucházel o místo v anatomickém ústavu. Po smrti své matky se vydal do Paříže už jako známý vědec a ubytoval se u královského knihovníka Thévenota. Setkal se s mnoha významnými učenci a v přednášce o anatomii mozku zpochybnil některé Descartovy hypotézy. Roku 1665 se vydal na cestu po Francii, v Montpellier se setkal s anglickými učenci a přes Pisu dorazil do Říma. V Římě se spřátelil s lékařem a histologem Marcello Malpighim, s optiky Divinim a Campanim a s matematikem Michelangelem Ricci, pozdějším kardinálem. Navštívil také jezuitu a polyhistora Athanasia Kirchera (1601-1680).
Ze Říma odcestoval do Florencie, kde mu vévoda Ferdinand II. poskytl byt v Palazzo vecchio a uložil mu, aby založil kabinet kuriozit. Stensen pracoval i v nemocnici P. Marie a přednášel pro studenty lékařství. V roce 1667 přestoupil na katolické vyznání, snad pod vlivem řeholnice a nemocniční lékárnice Marie Flavie, hodně cestoval a věnoval se geologii. V prosinci toho roku obdržel pozvání dánského krále Frederika III., aby se stal královským anatomem, protože jako katolík nemohl učit na univerzitě. Odjezd se nicméně odložil až do roku 1672. Stensen pak bydlel v rodném domě a věnoval se geologii i anatomii, jeho zájem se však pozvolna přesouval k teologii, takže roku 1674 králi poděkoval a odcestoval přes Hannover do Florencie, kde se stal vychovatelem dvanáctiletého knížecího syna, pozdějšího Ferdinanda III.
Roku 1675 se rozhodl stát knězem a s papežským dispensem mohl být téhož roku vysvěcen. Roku 1676 ho pozval hannoverský vévoda Jan Fridrich, bratr dánské královny, který přestoupil na katolictví, aby se stal v Hannoveru katolickým biskupem. Udělal to patrně z podnětu filozofa G. W. Leibnize, který byl jeho knihovníkem a Stensena osobně znal. Stensen tedy odjel do Říma, kde ho papež Inocenc XI. vysvětil na biskupa, a přes Florencii a Frankfurt odcestoval do Hannoveru. Své činnosti se zde věnoval s mimořádným úsilím, zejména v péči o chudé. Jeho pověst se donesla k arcibiskupovi v Paderbornu, Ferdinandovi z Fürstenbergu, který právě hledal biskupa pro diecézi Münster, a roku 1680 papež ustanovil Stensena biskupem. V náboženských otázkách byl Stensen až překvapivě konzervativní a zastával myšlenky protireformace. Roku 1683 však Stensen na místo resignoval, odešel do Hamburku a o dva roky později na knížecí pozvání do Schwerinu, kde působil jako biskup a farář až do své smrti v důsledku akutního žlučníkového záchvatu.
Jeho ostatky dal florentský kníže Cosimo III. převézt do Florencie, kde je pohřben v kostele San Lorenzo. Ve svém posledním působišti byl pokládán za svatého hned po své smrti. Roku 1938 začal v Římě proces jeho kanonizace a roku 1988 ho papež Jan Pavel II. vyhlásil za blahoslaveného.